# Sybilla Jülich-Kleve-Berg
Sybilla von Jülich-Kleve-Berg (ur. 17 lipca 1512 w Düsseldorfie, zm. 21 lutego 1554 w Weimarze) – księżniczka Jülich-Kleve-Berg (do 1521 Jülich i Bergu); od śmierci teścia Jana Stałego 16 sierpnia 1532 księżna elektorowa Saksonii.
Urodziła się jako najstarsza córka księcia Jülich-Berg (w 1521 objął również Kleve oraz Mark) Jana III i jego żony księżnej Marii. Jej siostra Anna została czwartą żoną króla Anglii i Irlandii Henryka VIII Tudora.
W 1526 poślubiła przyszłego księcia elektora Saksonii Jana Fryderyka I. Para miała czterech synów:
- Jana Fryderyka II (1529-1595), kolejnego elektora Saksonii
- Jana Wilhelma (1530-1573), przyszłego księcia Saksonii-Weimar
- księcia Jana Ernesta (1535-1535)
- księcia Jana Fryderyka III (1538-1565)